# Isaac Israëls
Pour les articles homonymes, voir Israëls.
Isaac Lazarus Israëls, né le 3 février 1865 à Amsterdam, et mort le 7 octobre 1934  à La Haye, est un peintre, dessinateur et lithographe néerlandais associé au mouvement impressionniste d'Amsterdam.
Il a réalisé plusieurs peintures sur le boxeur sénégalais « Battling Siki ».

## Biographie
Isaac Israels est le fils de Jozef Israëls, peintre de renommée internationale et il a été formé très tôt dans l’atelier de son père. Il réalise ses premiers dessins à l'âge de quatre ans et fait le portrait exact de l'ami de son père Salomon van Witsen en 1874 (De Bodt 1999, p. 10-11).

### Formation
Dès son treizième anniversaire, entre 1877 et 1880, il suit des cours à l'Académie des Beaux-Arts de La Haye sous la direction de J.Ph. Koelman  (Jacobs 2000). 
Il quitte l'école à cette période pour voyager avec ses parents à Paris, en Italie et à Munich en 1877. Il visite le Salon annuel de Paris à partir de 1878 et continue à voyager en Allemagne, à Innsbruck, à Venise et en Suisse. Entre 1871 et 1884, il visite la Zélande, le Brabant, le Borinage en Belgique et Charleroi (Jacobs 2000). Il peint des soldats à Arnhem et Bronbeek et fait ses débuts au Salon de Paris en 1882. 
Entre 1886 et 1887, il ne suit que trois cours et selon De Bodt, l'Académie a noté son départ avec la mention « était complètement déplacé car il était déjà un artiste complet » (De Bodt 1999, p. 13). Il est à Amsterdam de 1886 à 1888. Il y passe beaucoup de temps avec George Hendrik Breitner. Ils capturent leurs impressions de moments fugaces de la vie urbaine avec un coup de pinceau fluide, ce qui leur a valu le surnom d'« impressionnistes d'Amsterdam ».

### Les Voyages
Il fait un voyage d'étude de deux mois dans la Drenthe avec Théophile de Bock en 1889, puis à Paris pendant cinq semaines avec Frans Erens. Il immortalise la vie moderne à Paris où il se sent chez lui. Il y découvre les œuvres d’Édouard Manet et d’Edgar Degas, entre autres, et il est l’un des rares peintres hollandais à adopter la palette lumineuse des impressionnistes français.
En 1891 il est à Londres puis à Hambourg et en 1894 il fait un voyage d'études en Espagne et en Afrique du Nord. En 1895 il est à Urk avec Max Liebermann.
Il expose en 1897 à la Biennale de Venise.
Il séjourne à nouveau à Paris avec Frans Erens pour visiter l'Exposition universelle de 1903, puis en 1904. Il y installe un atelier en 1913 au n° 9 Boulevard de Clichy et le conservera jusqu'en 1925.
Pendant la première guerre mondiale il est à Londres, La Haye et en Suisse. Il revient à Paris en 1919 et visite également le Danemark et la Suède.
Lorsqu'il s'installe à Paris, il peint des scènes de loisirs urbains, comme le rassemblement de jeunes Parisiens élégants au Bois de Boulogne. Enchanté par les couleurs et la lumière de la vie au tournant du siècle, il a su transmettre le dynamisme de l’époque à sa manière.
Son envie de voyager l’a conduit bien au-delà des frontières de l’Europe. En 1921-1922, il passe près d’un an à Java et à Bali et se laisse séduire par les danses (martiales) javanaises, les mariages chinois et les orchestres de gamelan qu’il y a vus. Il remplit des carnets de croquis de dessins qu’il transforme ensuite en peintures.
Il vit et travaille principalement à La Haye, mais fait toujours de nombreux voyages dans différents pays européens. 

## Œuvre
Il souhaite suivre sa propre voie artistique et pour se démarquer de son père, il signe ses œuvres sans tréma sur le « e » de son nom de famille. Alors que son père Jozef représente les pêcheurs travailleurs, il préfère peindre les baigneurs mondains qui allaient se détendre au bord de la mer à Schéveningue avec des coups de pinceau amples et des couleurs vives.
Il est fasciné par l’industrie de la mode florissante et les boutiques luxueusement décorées. Avec l’aide de l’artiste Thérèse Schwartze, il entre en contact avec le directeur de Hirsch, alors la plus grande maison de couture d’Amsterdam, vers 1900. Il obtient une autorisation spéciale pour travailler dans les ateliers de couture et lors des défilés de mode et immortalise les couturières, les mannequins et les clientes dans d’innombrables dessins et peintures.
Il participe à la vie nocturne française et néerlandaise de la Belle Époque, et suivant les traces des artistes français Henri de Toulouse-Lautrec et Théophile Steinlen, il s'intéresse aux danseurs.
- Portrait de Nanette Enthoven (1852-1883), 1881, huile sur toile, 64 × 46 cm, collection privée[5]
- Vitrine, 1894, huile sur toile, 1894, 59 × 64 cm, Rijksmuseum Amsterdam[4]
- Bonnes sur le Leidsegracht, 1890-1900, 41 × 56 cm, Rijksmuseum Amsterdam[6]
- Promenades à dos d'âne sur la plage, 1890–1901, huile sur toile, 51 × 70 cm, Rijksmuseum Amsterdam[7]
- Deux filles le long du Prins Hendrikkade. Ambiance du soir à la gare centrale, 1892-1895, Pastel, 30 × 39 cm, Ville d'Amsterdam[8]
- Bonne à Amsterdam, 1895, Huile sur toile, 61 × 44 cm Musée Kröller-Müller, Otterlo[9]
- Jeune femme contemplant la mer, 1895-1900, huile sur carton, 61 × 45 cm, Rijksmuseum Amsterdam[10]
- Portrait de femme, 1900-1922, huile, 46 × 36 cm, Rijksmuseum Amsterdam[11]
- Pique-nique au Bois de Boulogne, Paris, vers 1905, huile sur toile, 43 × 60 cm, Collection privée[12]
- Au Bois de Boulogne près de Paris, vers 1906, 33 × 46 cm, Rijksmuseum Amsterdam[13]
- Deux filles, 1906-1909, Huile sur toile, 61 × 38 cm, Musée Kröller-Müller, Otterlo[14]
- Ballerine s'habillant, vers 1913, Huile sur panneau, 55 × 38 cm, Musée Kröller-Müller, Otterlo[15]
- La Serveuse, vers 1915, Huile sur toile, 91 × 72 cm, Musée Kröller-Müller, Otterlo[16]
- Mata Hari, 1916, Huile sur toile, 210 × 110 cm, Musée Kröller-Müller, Otterlo[17]
- Femme nue, 1917, Huile sur toile, 55 × 75 cm, Musée Kröller-Müller, Otterlo[18]
- Nu couché, 1917, Huile sur toile, 50 × 70 cm, Musée Kröller-Müller, Otterlo[19]
- Fille lisant sur un canapé, vers 1920, huile sur toile, 52 × 72 cm, Collection privée[20]

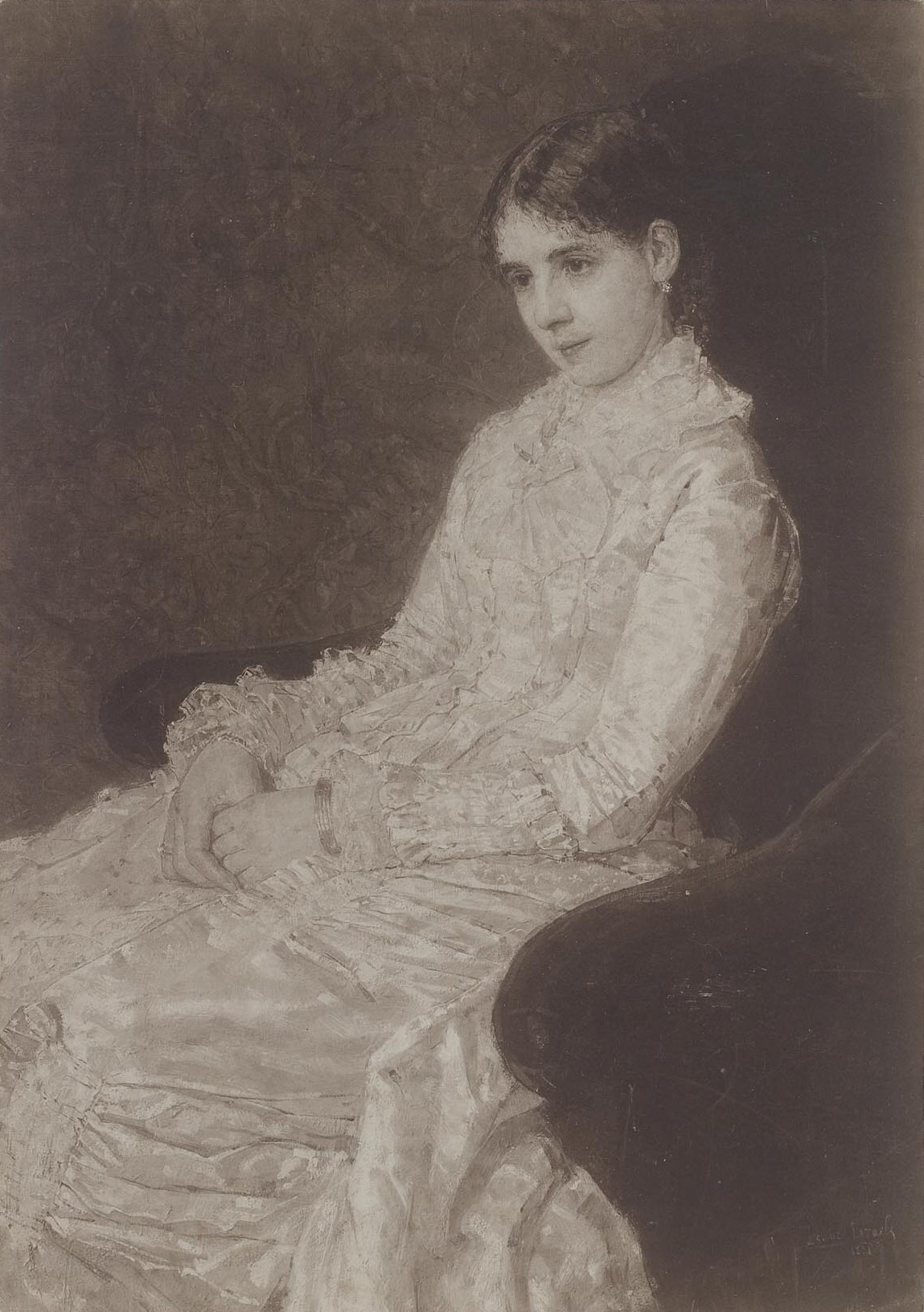
Portrait de Nanette Enthoven, 1881 Collection privée.
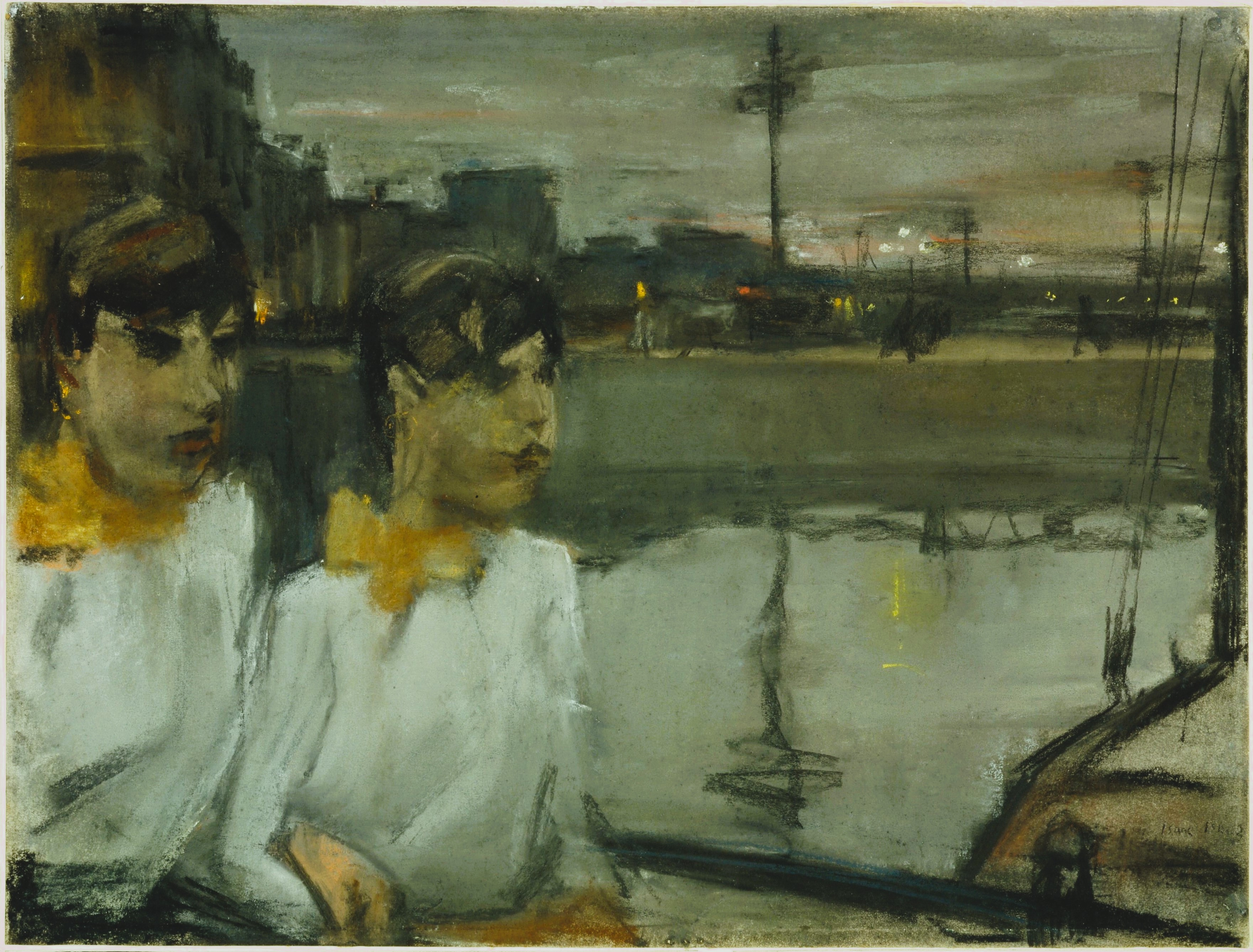
Jeunes filles le long de Prins Hendrikkade, 1892-1895 Ville d'Amsterdam.
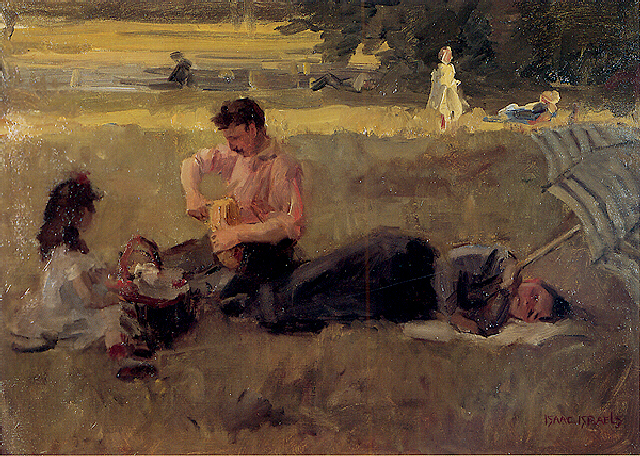
Pique-nique au bois de Boulogne, vers 1905 Collection privée.
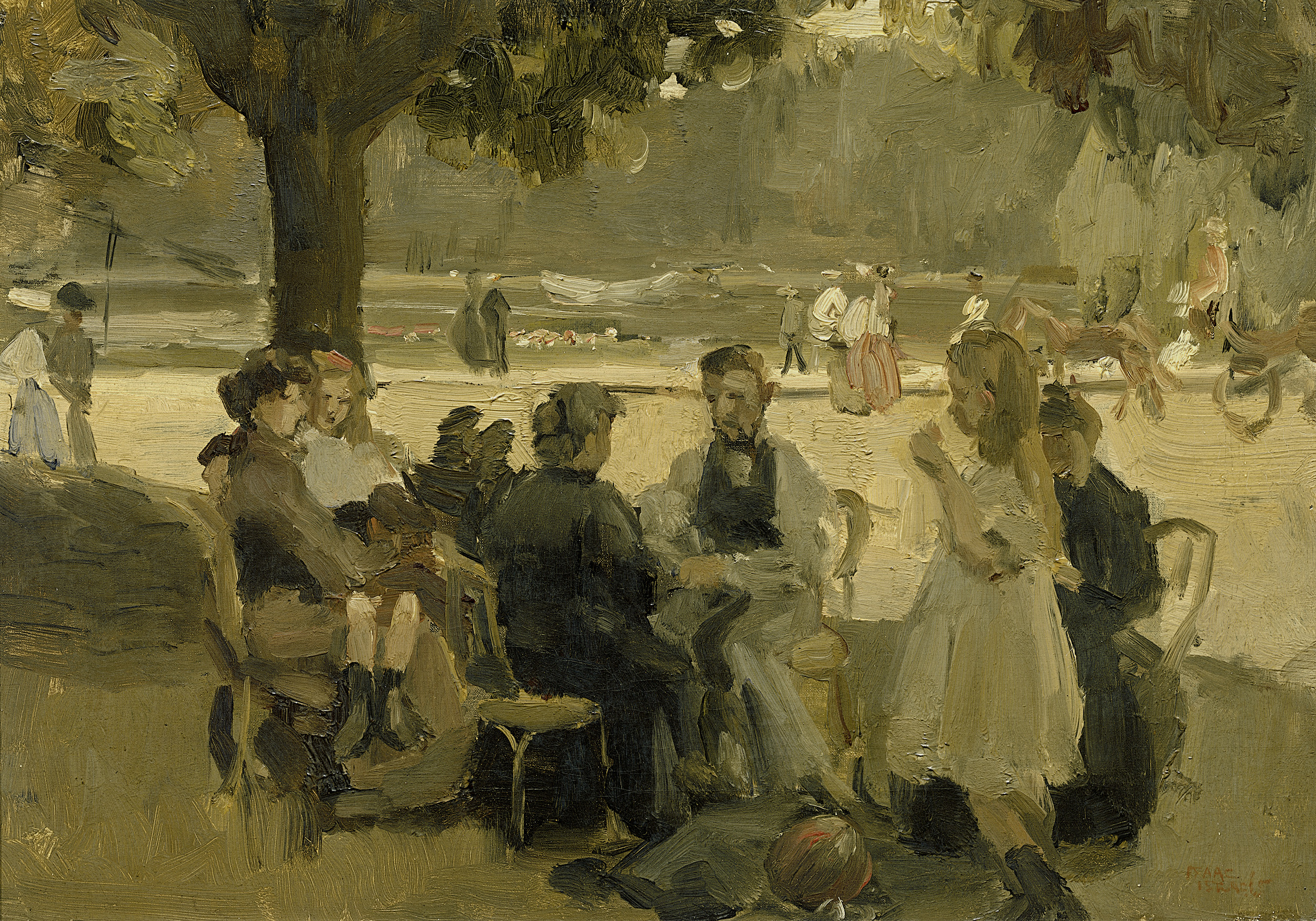
Dans le bois de Boulogne, vers 1906 Rijksmuseum Amsterdam.
Jeune fille lisant sur le divan, vers 1920 Collection privée.
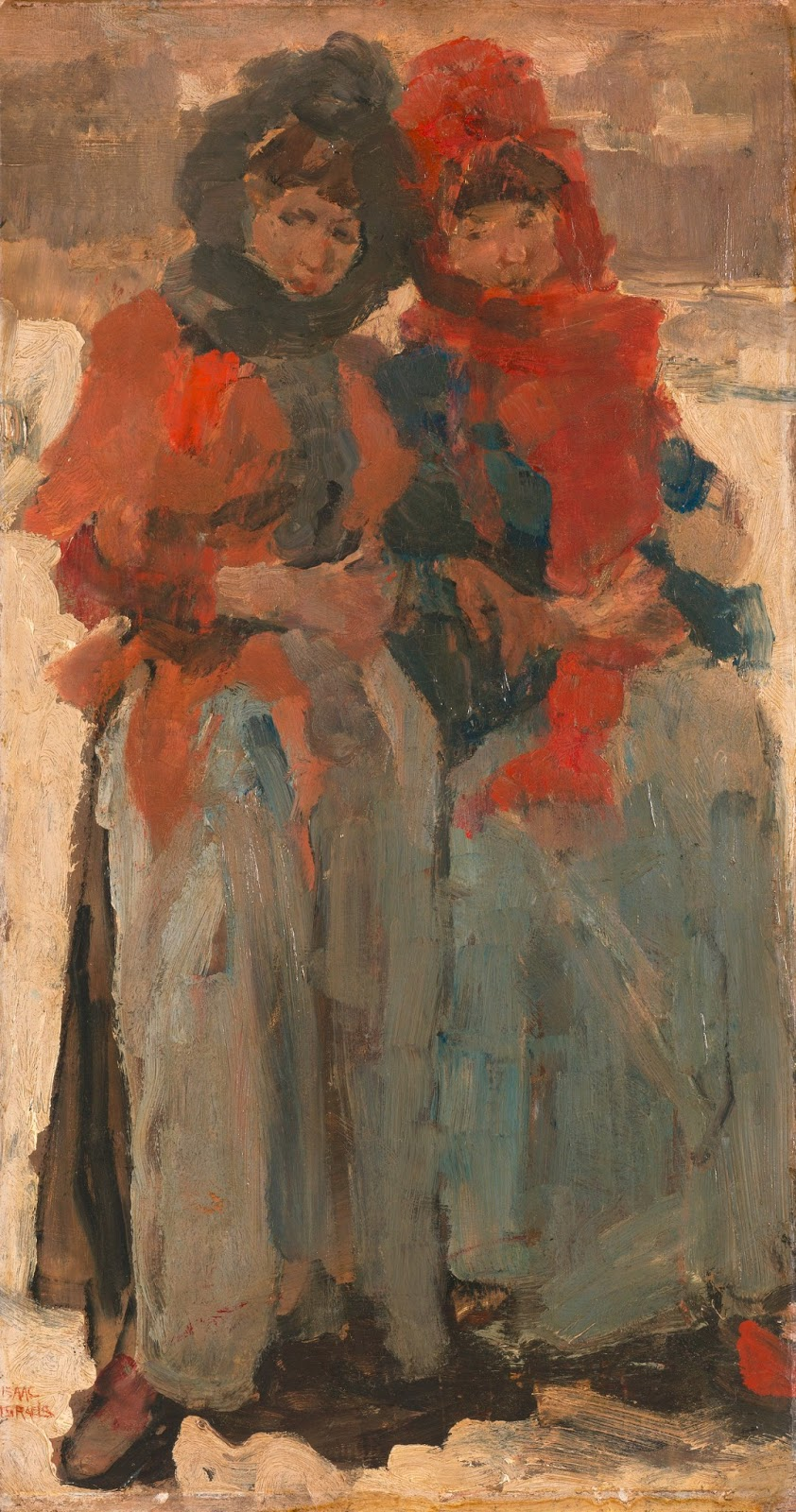
Deux jeunes filles dans la neige, vers 1894.
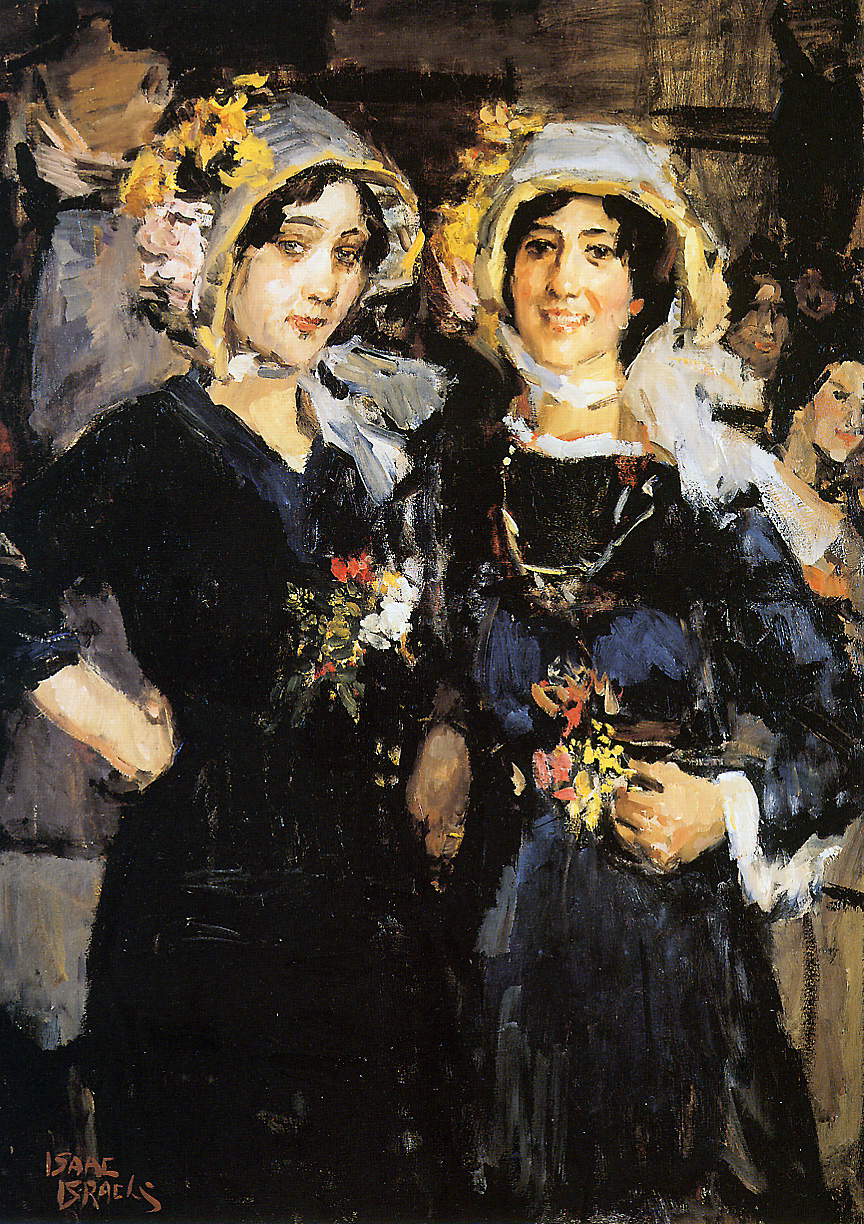
Deux Catherinettes, vers 1905.
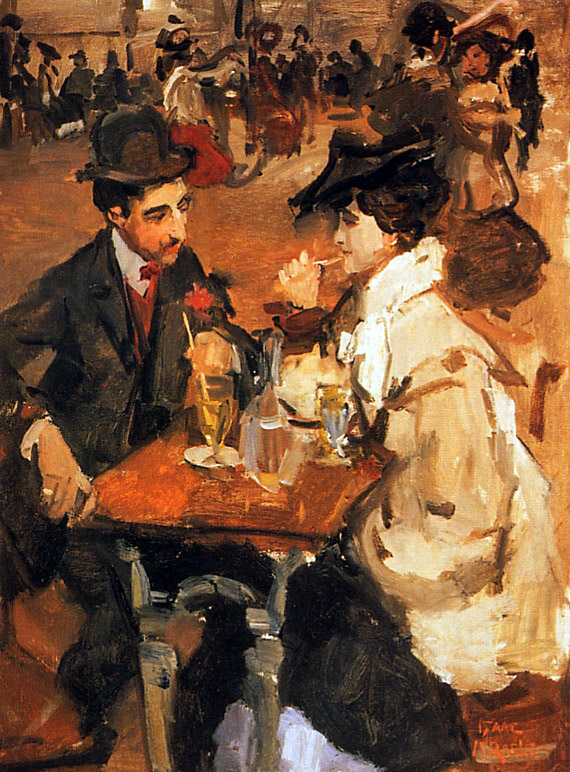
Le Moulin de la galette, vers 1905.
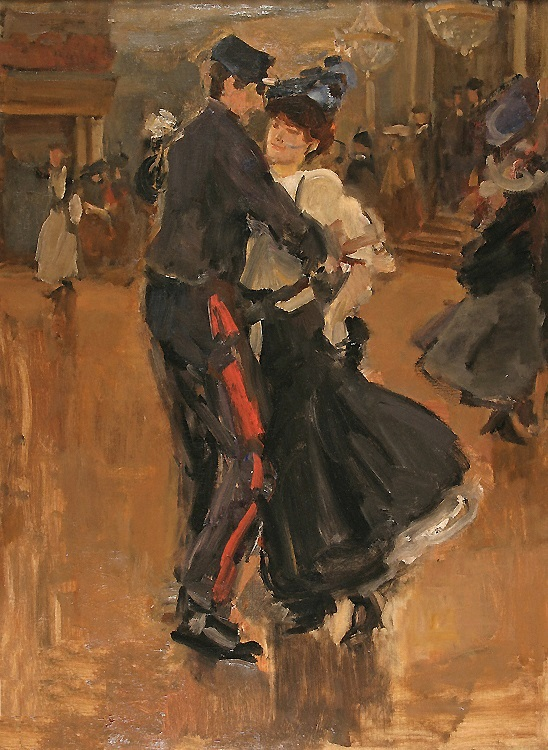
Danse au Moulin de la galette entre 1905 et 1906
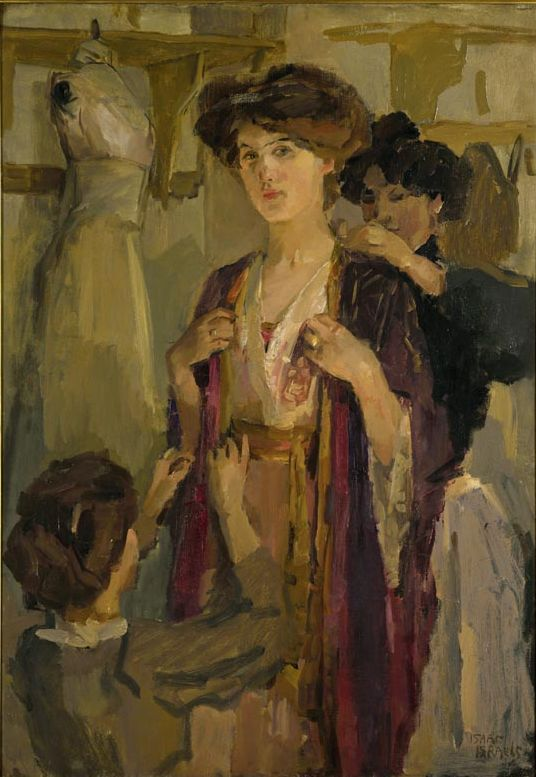
L'Essayeuse, avant 1909.
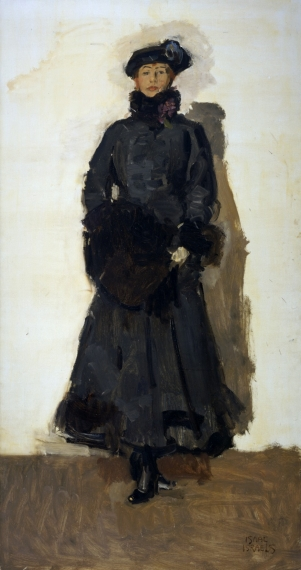
Mata Hari, 1916 Musée Kröller-Müller, Otterlo.
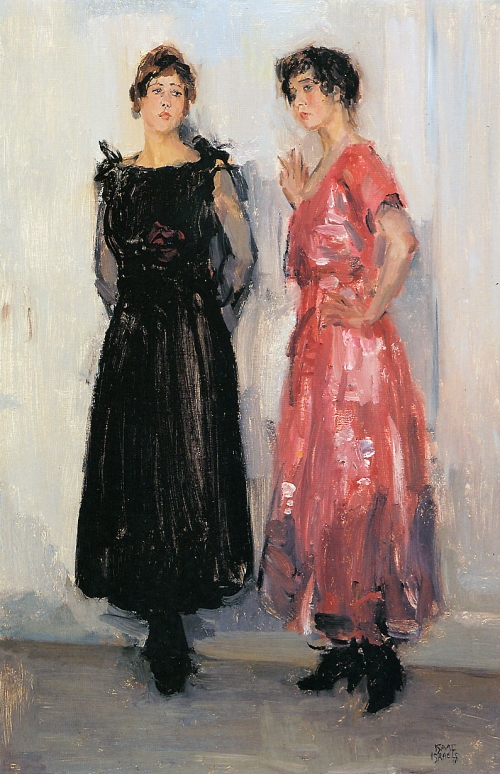
Deux modèles, Epi et Gertie, dans la maison de la mode d'Amsterdam, 1916.
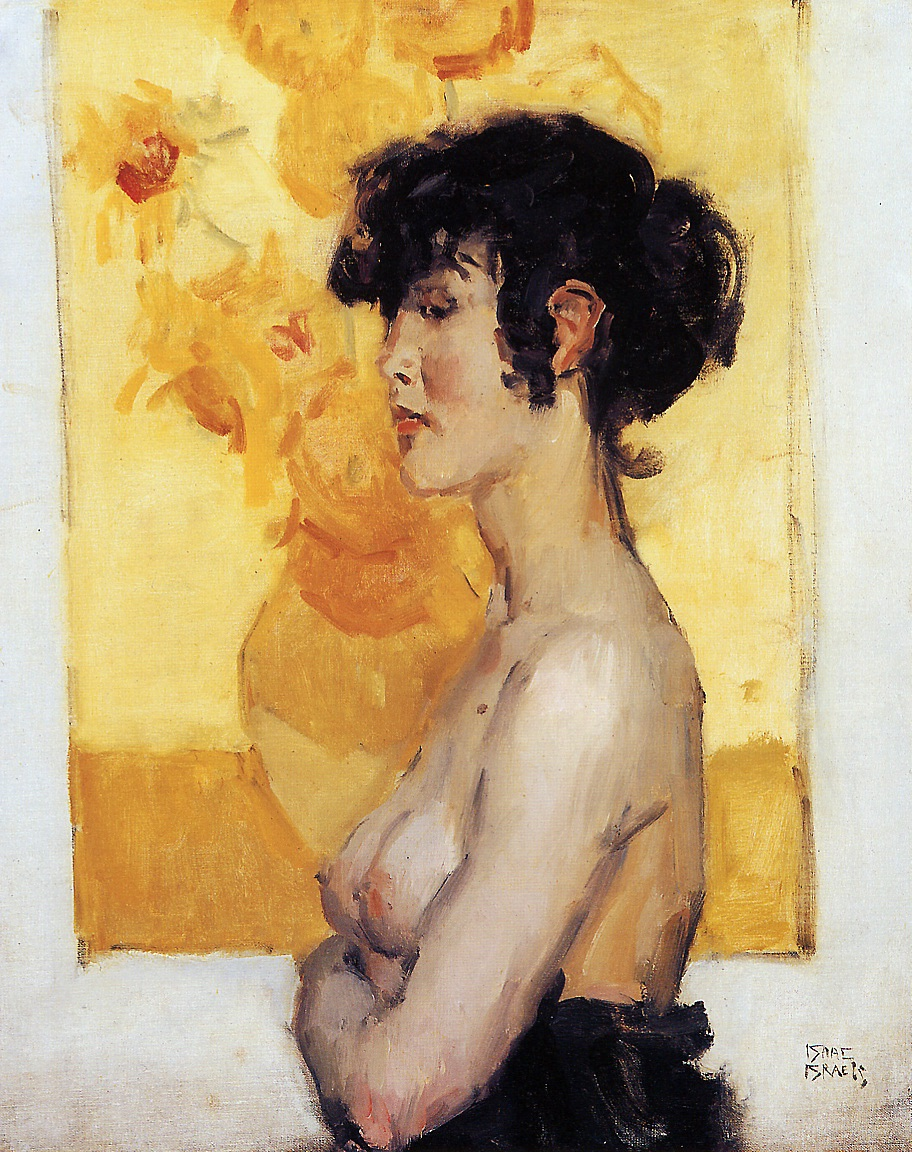
Femme devant "Les Tournesols" de van Gogh, 1917.
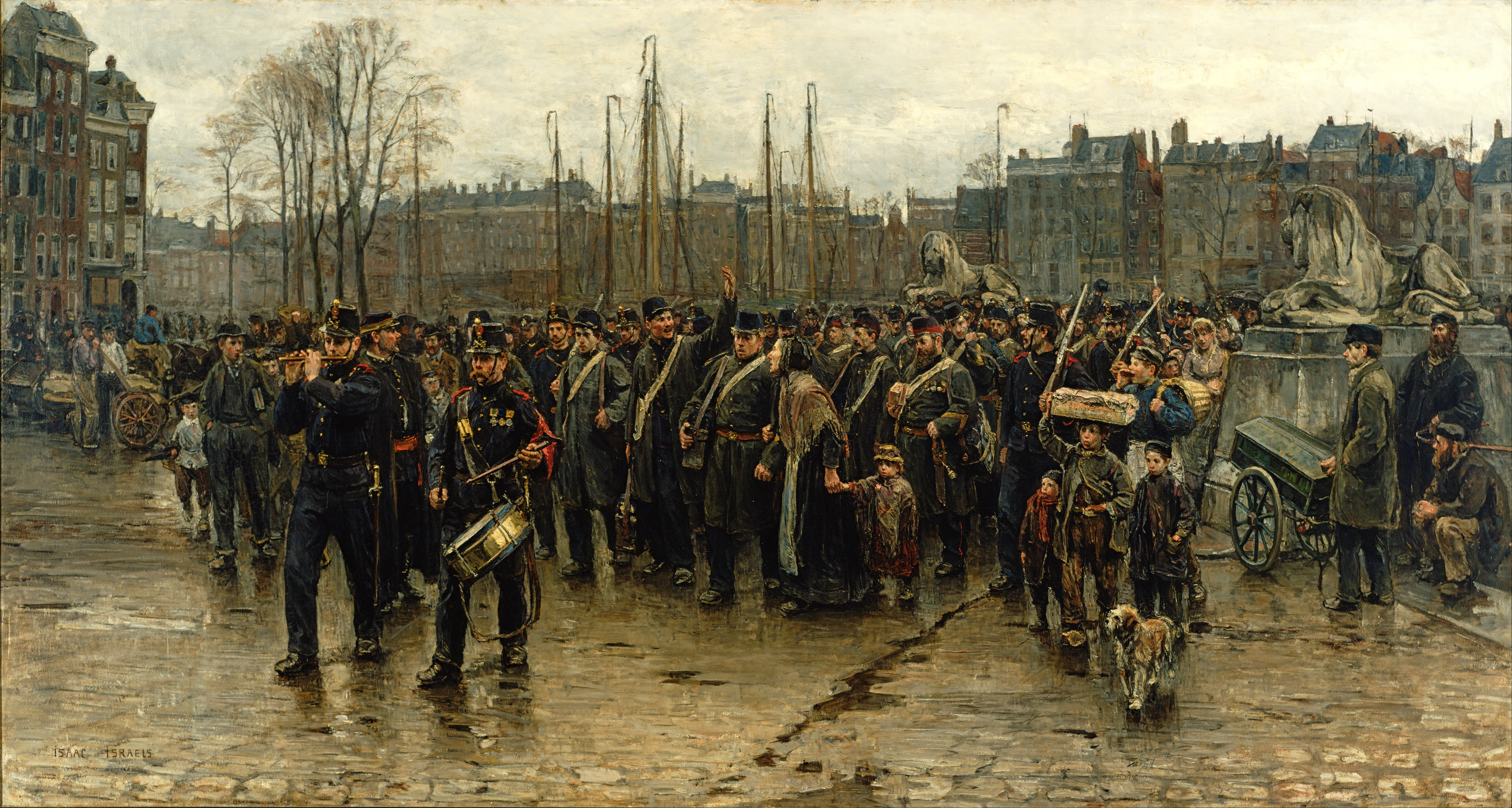
Passage des troupes coloniales, 1883-1884 Rijksmuseum Amsterdam.
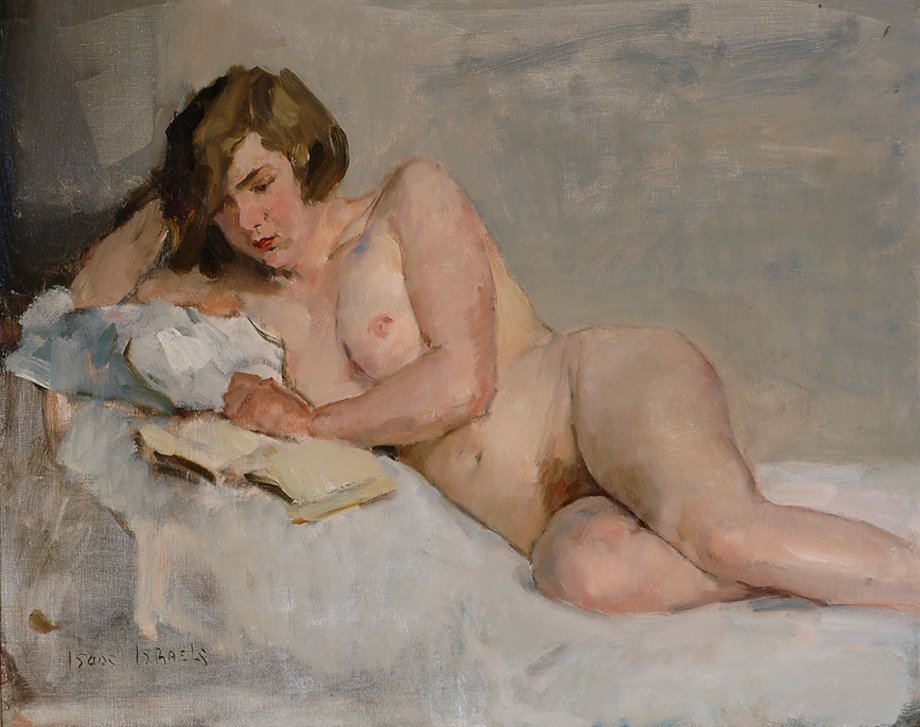
Nu lisant, vers 1900 Collection privée.